# Le Mesnil-sur-Blangy
Le Mesnil-sur-Blangy ist eine französische Gemeinde mit 164 Einwohnern (Stand 1. Januar 2022) im Département Calvados in der Region Normandie. Sie gehört zum Arrondissement Lisieux und zum Kanton Pont-l’Évêque. 
Sie grenzt im Norden an Les Authieux-sur-Calonne, im Osten und im Südosten an Blangy-le-Château, im Südwesten an Fierville-les-Parcs und im Westen an Manneville-la-Pipard. 

## Bevölkerungsentwicklung
| Jahr      | 1962 | 1968 | 1975 | 1982 | 1990 | 1999 | 2008 | 2015 |
| --------- | ---- | ---- | ---- | ---- | ---- | ---- | ---- | ---- |
| Einwohner | 208  | 150  | 120  | 138  | 149  | 184  | 178  | 169  |

## Sehenswürdigkeiten

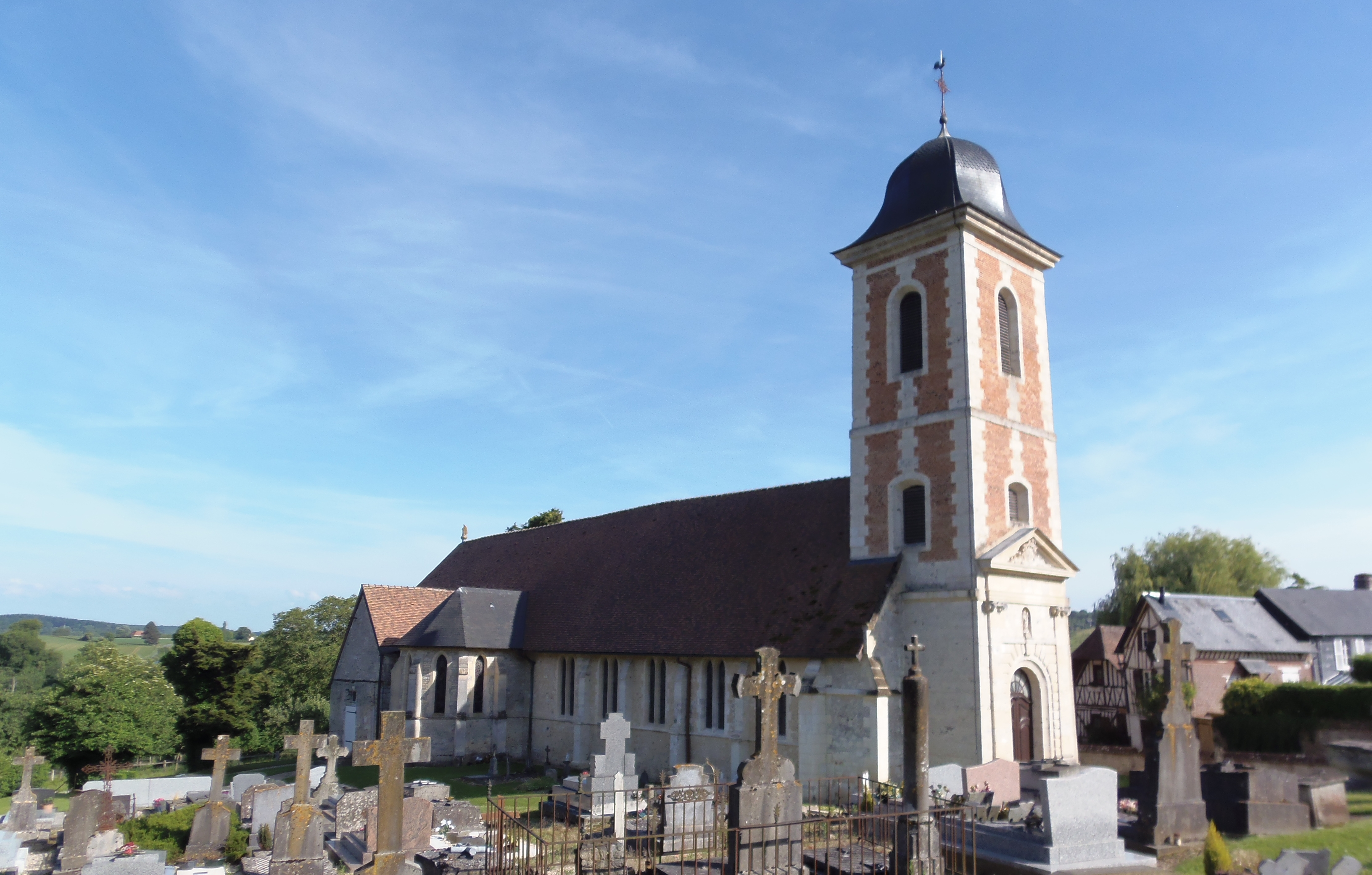
Kirche Notre-Dame

- Kriegerdenkmal
- Kirche Notre-Dame